# Loka kankundensis
Loka kankundensis är en insektsart som beskrevs av Evans 1955. Loka kankundensis ingår i släktet Loka och familjen dvärgstritar. Inga underarter finns listade i Catalogue of Life.